# ابرو گوندش
اِبرو گوندش (۲۲ اکتبر سال ۱۹۷۴،استانبول) (به ترکی استانبولی: Ebru Gündeş) خواننده اهل ترکیه است.
از مشهور ترین و بهترین خوانندگان ترکیه است. ابرو گوندش از صداهای خاطره انگیز ترکیه است که لقب ملکه موسیقی آرابسک را نصیب خود کرده است.او دارای قدرت صدای خاصی است.
صدای او را افسانه ای می‌نامند.مدال افتخار ترکیه لقب متداولی برای اوست.

## زندگی‌نامه
اِبرو گوندش در ۱۲ اکتبر سال ۱۹۷۴ در استانبول به دنیا آمد. وی پس از تحصیل در مدرسه ابتدایی در آنکارا و نقل مکان به همراه خانواده‌اش به استانبول، به علت مسائل مادی مجبور به ترک تحصیل می‌شود. کیفیت صدای او از همان دوران نوجوانی کشف شد. روزی یکی از بستگانش، او و مادرش را به شرکت موزیک راکس نزه موزیک به مدیریت نِشه دمیرکات بردند. دمیرکات اعلام کرد می‌خواهد صدای اِبرو را به عنوان یک صدای باشکوه و زیبا به همه معرفی کند. آن شرکت چون در آن زمان هنوز تشکیل نشده بود برای ضبط صدای ابرو، او را به دو تهیه‌کننده معروف، سلجوق تِکای و کُرال ساریتاش معرفی کرد. ساریتاش از ابرو خواست قبل از آنکه آلبومی عرضه کند، برای تمرین و کسب تجریه لازم در صحنه نزد امل سایین برود و با او کار کند. وی در مدّت زمان کوتاهی برای عرضه آلبوم شروع به کار کرد.
وی در سال ۱۹۹۳ با اولین آلبوم خود به نام مهمان خدا (به ترکی استانبولی: Tanrı Misafiri) پا به عرصه موسیقی حرفه‌ای گذاشت. میزان فروش این آلبوم از مرز ۱۲۵۰۰۰۰ آلبوم گذشت. اِبرو با این آلبوم چندین جایزه گرفت از جمله در سال ۱۹۹۴ جایزهٔ بهترین خواننده زن که توسط تلویزیون کرال ترکیه اهدا می‌شد را به خود اختصاص داد.
اِبرو بلافاصله بعد از اوّلین آلبومش، دوّمین آلبومش را با نام بلای شیرین (به ترکی استانبولی: Tatlı Bela) شروع به ساختن کرد و بعد از مدت کوتاهی، آن را پخش کرد. ابرو با این آلبوم جایگاه‌اش را به عنوان خواننده جوان آهنگ‌های رمانتیک محکم نمود.
آلبوم سوم‌اش سال ۱۹۹۵ به نام من هنوز بزرگ نشده‌ام (به ترکی استانبولی: Ben Daha Büyümedim) پخش شد. او در این آلبوم آهنگ‌های طوفان‌ها (به ترکی استانبولی: Fırtınalar) و آیا شادابی را برایم زیاد دانستید (به ترکی استانبولی: Mutluluğumu Çok mu Gördünüz) به بازار عرضه نمود. این آلبوم سرآغاز دوستی او با سردار ارتاچ به ترکی استانبولی (Serdar Ortaç) خواننده و آهنگ‌ساز مشهور ترکیه‌ای بود.
چهارمین آلبومش به اسم سفرهٔ گرگ‌ها (به ترکی استانبولی: Kurtlar Sofrası) منتشر شد. در این میان پیشنهاد بازیگری به اِبرو می‌شود و او در سریال‌هایی که نام آلبومش را به همراه داشتند، به عنوان نقش اول بازی کرد.
بعد از ۲ سال فاصله، سال ۱۹۹۸ آلبوم تو لطفی از جانب خداوندی (به ترکی استانبولی: Sen Allah'in Bir Lütfüsün) با همکاری یکی از خواننده‌ها به بازار موزیک عرضه می‌شود.
اِبرو سال ۲۰۰۰ با آلبوم خیلی جدیدی به اسم برگرد، چی می‌شه؟ (به ترکی استانبولی: Dön Ne Olur) ظاهر شد. او در استودیو، هنگام خواندن روبروی دوربین دچار خون‌ریزی مغزی می‌شود و به زمین می‌افتد. پس از بستری در بیمارستان، به مدت طولانی مجبور به استراحت و دوری از طرفداران‌اش شد. هواداران ابرو برای نشان دادن علاقه و حمایت خود از وی، با خریدن آلبوم برگرد، چی می‌شه؟، آن سال بالاترین رکورد خرید آلبوم در ترکیه را رقم زدند.
در این آلبوم آهنگ‌هایی از بهترین آهنگسازان آن سال جای گرفته بود؛ آهنگ "Hata" (خطا) که ساختهٔ سزن آکسو بود نمونه‌ای از آنهاست. اِبرو بعد از یک استراحت طولانی در ۱۱ مارس ۲۰۰۰ در مرکز بستانجی کنسرتی اجرا کرد که درآمد حاصل از آن را به یک بیمارستان اهدا نمود.
سپس در سال ۲۰۰۱ آلبوم جدیدش خود را با نام این عهدم باشد (به ترکی استانبولی: Ahdim Olsun) به بازار عرضه کرد که به خاطر موزیک ویدئوهای زیادی که این آلبوم داشت، بسیاری را به خود جذب نمود. پس از یک سال استراحت و در پایان سال ۲۰۰۳ میلادی آلبوم جدیدش را به نام شاهانه (به ترکی استانبولی: Şahane) عرضه نمود.
بعد از آلبوم شاهانه، در آخر سال ۲۰۰۴، ابرو گوندش آلبوم این هم به ما میاد (به ترکی استانبولی: Bize de Bu Yakışır) را با ۱۳ آهنگ عرضه کرد که در ترکیه رتبه سوم را به دست آورد. کل آهنگ‌های ابرو تا سال ۲۰۰۴ به ۱۱۲ عدد رسیده‌است.

## زندگی خصوصی
در فوریه ۲۰۱۰ میلادی، ابرو با یک تاجر «سرشناس» ایرانی‌الاصل دارای تابعیت جمهوری آذربایجان و ترکیه به نام رضا ضراب معروف به رضا صراف ازدواج کرد. وی متعلق به یک خانواده ثروتمند ایرانی اهل تبریز است.
حاصل ازدواج این دو، یک دختر است. ابرو گوندش پیش از رضا ضراب، دو بار ازدواج کرده بود.
در تاریخ ۱۷ دسامبر ۲۰۱۳ میلادی، «واحد جرایم سازمان‌یافته پلیس ترکیه» طی عملیاتی رضا ضراب و حدود ۵۰ نفر از افراد مرتبط با وی را دستگیر کرد. رضا ضراب متهم بود که در جریان انتقال یک محموله طلا به ایران، دست به انتقال غیرقانونی پول از طریق یک بانک متعلق به دولت ترکیه شده‌است و در جریان این انتقال غیرقانونی به نزدیکان مقامات دولتی، رشوه پرداخت کرده‌است. وی در سال ۲۰۱۷ پس از بازداشت رضا ضراب در ترکیه تصمیم به جدایی از او گرفت ولی از تصمیم خود صرف‌نظر کرد، اما سرانجام در سال ۲۰۲۱ از رضا ضراب طلاق گرفت.

## ترانه‌شناسی
- Tanrı Misafiri (مهمان خدا) (۱۹۹۲)
- Tatlı Bela (بلای شیرین) (۱۹۹۴)
- Ben Daha Büyümedim (من هنوز بزرگ نشده‌ام) (۱۹۹۵)
- Kurtlar Sofrası (سفره گرگ‌ها) (۱۹۹۶)
- Sen Allah'ın Bir Lütfusun (تو لطفی از خداوندی) (۱۹۹۸)
- Dön Ne Olur (لطفاً برگرد) (۱۹۹۹)
- Ahdım Olsun (این عهد من است) (۲۰۰۱)
- Şahane (عالی) (۲۰۰۳)؛ بیش از ۳۰۰٬۰۰۰ نسخه فروخت.[۷]
- Bize de Bu Yakışır (این راهی راست برای ماست) (۲۰۰۴)؛ بیش از ۳۰۰٬۰۰۰ نسخه فروخت.
- Kaçak (بگریزیم) (۲۰۰۶)
- Evet (آری) (۲۰۰۸)
- Beyaz (سفید) (۲۰۱۱)
- 13,5 (۱۳٫۵) (۲۰۱۲)
- Araftayım (در برزخ هستم) (۲۰۱۴)
- Âşık (عاشق) (۲۰۱۹)
- Aşığım Hâlâ (هنوز هم عاشق هستم) (۲٠۲۳)